# Võilaid
Võilaid är en halvö i Estland. Den ligger i Moons kommun i landskapet Saaremaa (Ösel), i den västra delen av landet, 130 km sydväst om huvudstaden Tallinn. Arean är 2,5 kvadratkilometer. 
Vid normalt vattenstånd är den på grund av landhöjning förenad med den större ön Moon. Söderut ligger Rigabukten. Halvönn är obebodd och låglänt, högsta höjd är endast 3,6 meter ovan havsnivån. 